# Federico Agustín Gómez
Federico Agustín Gómez (* 26. November 1996 in Merlo) ist ein argentinischer Tennisspieler.

## Karriere
Auf der ITF Junior Tour war Gómez nicht aktiv.
Bei den Profis spielte Gómez 2014 und 2015 seine ersten Turniere auf der drittklassigen ITF Future Tour, wo er erste Punkte für die Weltrangliste sammeln konnte. 2021 kehrte er nach langer Pause wieder zum Profitennis zurück. Im Einzel erreichte er seine ersten zwei Halbfinals und zog in die Top 1000 ein, im Doppel gewann er den ersten Titel. Anfang 2022 qualifizierte sich Gómez für sein erstes Challenger-Turnier in Tigre und erreichte die zweite Runde. Bei Futures stand er im Einzel einmal und im Doppel dreimal im Endspiel, wodurch er in beiden Wertungen in die Top 700 einzog. Mit seinem ersten Einzeltitel 2023 stieg Gómez um weitere 100 Plätze auf Rang 593. Im Doppel gewann er den zweiten Future-Titel und anschließend mit seinem Landsmann Nicolás Kicker, der wie Gómez aus Merlo kommt, bei seinem ersten Challenger-Turnier im Doppel, in Tallahassee, den Titel. Drei der vier Matches wurden im Match-Tie-Break entschieden. Sein Ranking im Doppel stieg auf Rang 405.

## Erfolge
| Legende (Anzahl der Siege) |
| Grand Slam                 |
| ATP Finals                 |
| ATP Tour Masters 1000      |
| ATP Tour 500               |
| ATP Tour 250               |
| ATP Challenger Tour (9)    |

### Einzel

#### Turniersiege
| Nr. | Datum            | Turnier   | Belag | Finalgegner          | Ergebnis |
| --- | ---------------- | --------- | ----- | -------------------- | -------- |
| 1.  | 29. Juni 2024    | Mailand   | Sand  | Filip Cristian Jianu | 6:3, 6:4 |
| 2.  | 14. Juli 2024    | Triest    | Sand  | Tomás Barrios Vera   | 6:1, 6:2 |
| 3.  | 3. November 2024 | Guayaquil | Sand  | Tomás Barrios Vera   | 6:1, 6:4 |

### Doppel

#### Turniersiege
| Nr. | Datum             | Turnier        | Belag     | Partner             | Finalgegner                          | Ergebnis           |
| --- | ----------------- | -------------- | --------- | ------------------- | ------------------------------------ | ------------------ |
| 1.  | 22. April 2023    | Tallahassee    | Sand      | Nicolás Kicker      | William Blumberg Luis David Martínez | 7:62, 4:6, [13:11] |
| 2.  | 27. Januar 2024   | Punta del Este | Sand      | Murkel Dellien      | Guido Andreozzi Guillermo Durán      | 6:3, 6:2           |
| 3.  | 18. Mai 2024      | Tunis          | Sand      | Marcus Willis       | Patrik Rikl Michael Vrbenský         | 4:6, 6:1, [10:6]   |
| 4.  | 23. November 2024 | São Paulo      | Hartplatz | Luis David Martínez | Christian Harrison Evan King         | 7:64, 7:5          |
| 5.  | 26. April 2025    | Savannah       | Sand      | Luis David Martínez | Mac Kiger Patrick Maloney            | 3:6, 6:3, [10:5]   |
| 6.  | 5. Juli 2025      | Modena         | Sand      | Luis David Martínez | Johannes Ingildsen Miloš Karol       | 7:5, 7:65          |

#### Finalteilnahmen
| Nr. | Datum         | Turnier | Belag | Partner           | Finalgegner                         | Ergebnis |
| --- | ------------- | ------- | ----- | ----------------- | ----------------------------------- | -------- |
| 1.  | 6. April 2025 | Houston | Sand  | Santiago González | Fernando Romboli John-Patrick Smith | 1:6, 4:6 |